# Lehár Villa
De Lehár Villa is een museum in Bad Ischl, Opper-Oostenrijk, dat gewijd is aan de componist Franz Lehár (1870-1948).

## Collectie
In de villa bevinden zich meubelen uit verschillende tijdperken, waarvan Léhár er enkele cadeau had ontvangen. Verder hangen er talrijke schilderijen en zijn er allerlei uurwerken, sculpturen en andere kunstwerken te zien.
Het museum is gevestigd op nummer 8. In het huis ernaast op nummer 10 woonde zijn vrouw Sophie. Dat huis is in gebruik als heemkundig museum en toont allerlei rariteiten en waardevolle stukken.

## Geschiedenis
Lehár kocht de villa in 1912 van de hertogin van Sabran en bracht hier bijna elke zomer door. Over het huis liet hij weten er zijn beste ideeën te hebben. Het merendeel van zijn operettes componeerde hij in de grote werkkamer in de villa. Testamentair liet hij vastleggen dat het huis na zijn dood zou worden gebruikt als museum.